# Cedar Hill Yard

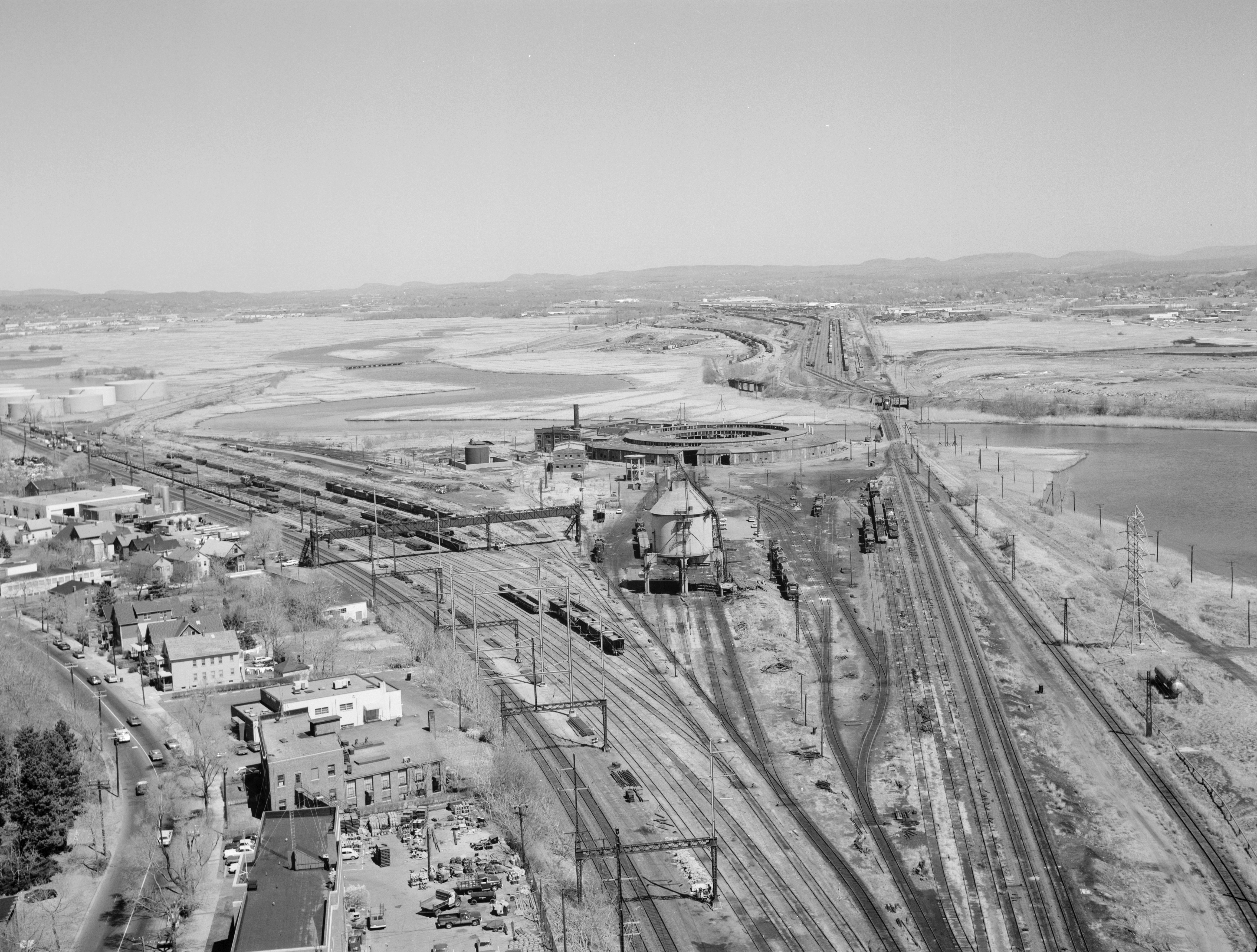
Patio de Cedar Hill, alrededor de 1977

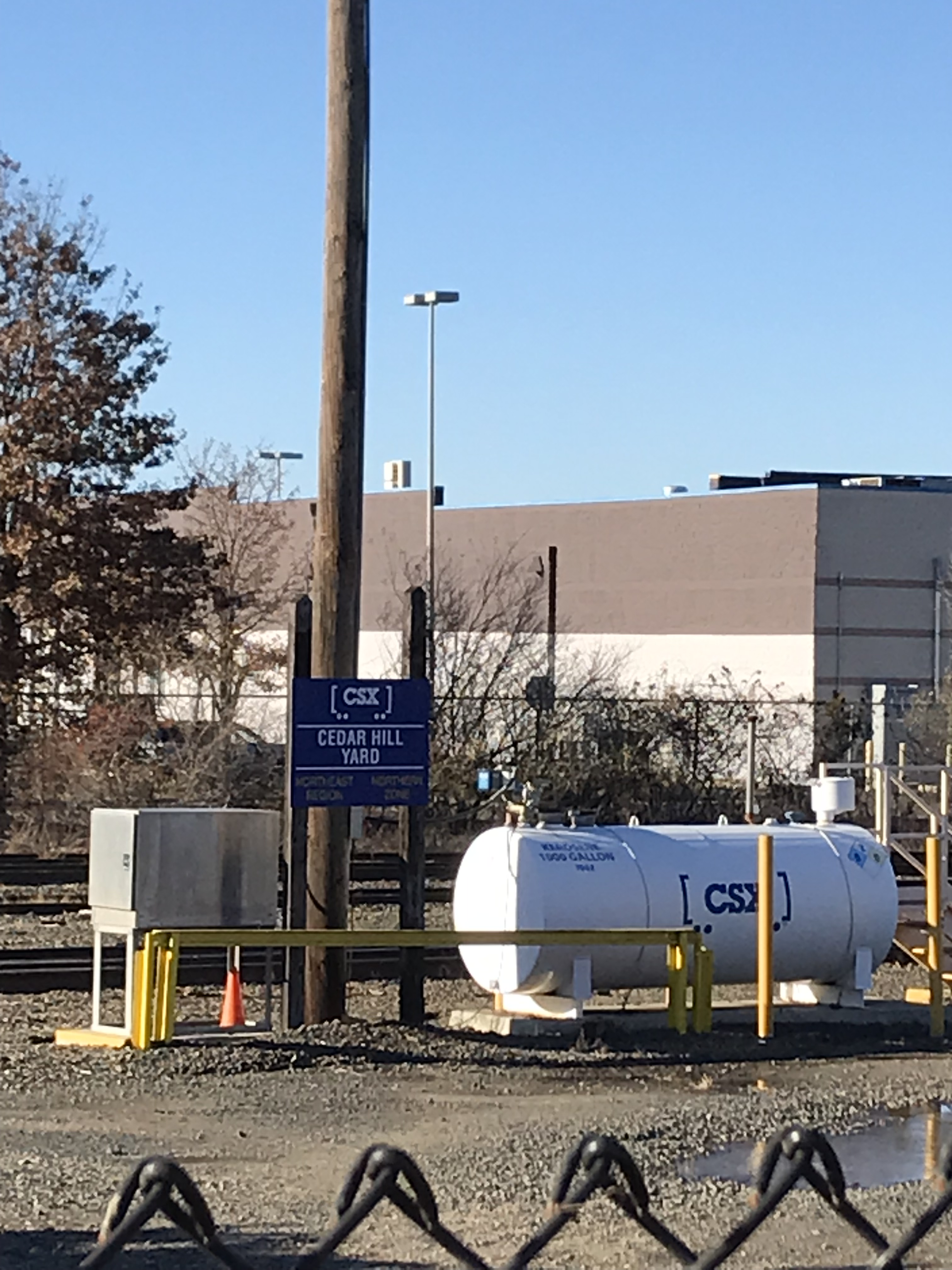
Hoy, el astillero es operado por CSX

Cedar Hill Yard es un patio de maniobras, ubicado en New Haven, North Haven y Hamden, Connecticut, Estados Unidos. Fue construido por New York, New Haven and Hartford Railroad (conocido simplemente como The New Haven) a principios de la década de 1890, en el vecindario Cedar Hill de New Haven y sus alrededores, lo que le dio su nombre al astillero. La catenaria para locomotoras eléctricas se añadió en el año 1915. Para manejar el tráfico creciente, como resultado de la Primera Guerra Mundial, el patio se amplió considerablemente entre 1917 y 1920, con construcciones adicionales a lo largo de ambos lados del río Quinnipiac. El proyecto de construcción agregó dos patios de maniobras más, donde los vagones de ferrocarril se clasificaron en trenes por gravedad. Se modernizó aún más en la década de 1920, convirtiéndose en uno de los centros ferroviarios más concurridos de los Estados Unidos y el más importante de todo el sistema ferroviario de New Haven.
En su apogeo, durante la Segunda Guerra Mundial, Cedar Hill Yard manejaba más de 5000 vagones de ferrocarril por día. Después del final de la guerra, la importancia del astillero comenzó a disminuir a medida que el tráfico de mercancías en Nueva Inglaterra se desplazó al transporte por carretera y la industria pesada abandonó la región. Gran parte del patio comenzó a deteriorarse tras la quiebra de New Haven Railroad, en 1961. Después de la apertura del recién reconstruido Selkirk Yard cerca de Albany, Nueva York, en 1968, gran parte del tráfico que antes se manejaba en Cedar Hill Yard se dirigía allí, y el servicio de carros flotantes entre Cedar Hill Yard y la ciudad de Nueva York terminó.
En 1969, Penn Central Transportation Company, se hizo cargo como parte de la compra de New Haven Railroad. El nuevo propietario del astillero retiró rápidamente la catenaria eléctrica y apagó uno de los dos montículos del astillero, para ahorrar dinero. Al año siguiente, Penn Central quebró y la playa continuó deteriorándose, debido al mantenimiento diferido. Bajo Penn Central, la importancia del astillero disminuyó aún más cuando el puente Poughkeepsie, el enlace clave del astillero con el resto de los Estados Unidos, fue dañado por un incendio en 1974 y no fue reemplazado. Conrail, un nuevo ferrocarril de carga formado por el gobierno de los Estados Unidos para revertir la fortuna de Penn Central y otros ferrocarriles en bancarrota del noreste, se hizo cargo de las operaciones en 1976. El nuevo propietario del astillero inicialmente hizo algunas mejoras, pero en 1980 decidió cerrar la ampliación restante del astillero y trasladar más operaciones al astillero en Selkirk. Cedar Hill Yard siguió usándose para clasificar los trenes de carga, pero se convirtió en una playa de maniobras plana, con trenes construidos y desmantelados por locomotoras de conmutación.
Cedar Hill Yard fue gestionado por Conrail hasta el año 1999, cuando CSX Transportation compró las operaciones de Conrail en Nueva Inglaterra. En la primera década de la década de 2000, CSX amplió las operaciones del astillero mediante la construcción de una instalación de transferencia de carga a granel, donde los productos a granel se transfieren entre trenes y camiones. A CSX se unieron en el patio otros ferrocarriles, incluido Amtrak, que usa parte del patio como base para el mantenimiento de las operaciones de vías en el Corredor Noreste. Otros dos ferrocarriles de carga también operan trenes de carga hacia y desde el patio en la década de 2020, incluidos Providence and Worcester Railroad y Connecticut Southern Railroad. Cedar Hill Yard sigue siendo el patio de clasificación más grande de Connecticut a partir de 2022 a pesar de su tamaño reducido. Existen propuestas para reconstruir partes del patio, posiblemente en consonancia con la construcción del túnel ferroviario Cross-Harbor propuesto en la ciudad de Nueva York o la reanudación del servicio de vehículos flotantes en Long Island Sound.

## Historia

### Antes de 1917
La primera instancia de Cedar Hill Yard fue construida a principios de la década de 1890 por New York, New Haven y Hartford Railroad (The New Haven) en el vecindario de Cedar Hill de la ciudad de New Haven y sus alrededores, en terrenos planos adyacentes al río Quinnipiac. El patio abrió sus puertas por primera vez en diciembre de 1894, con una capacidad de aproximadamente 400 vagones de ferrocarril. Menos de un año después, el nuevo patio provocó una disputa entre el ferrocarril y sus empleados. Una vez que se abrió Cedar Hill Yard, las tripulaciones de los trenes tuvieron que detener sus trenes dentro del nuevo patio en lugar del patio en New Haven propiamente dicho, lo que supuestamente aumentó sus turnos en varias horas. Los empleados exigieron un pago adicional por las horas más largas, pero el ferrocarril se negó, lo que provocó que varias cuadrillas de trenes abandonaran el trabajo. Un hombre de ferrocarril fue citado por un periódico local diciendo:
Las operaciones en el astillero se detuvieron el 21 de noviembre de 1901, cuando aproximadamente 125 guardagujas y guardafrenos se declararon en huelga en solidaridad con los huelguistas de Mott Haven. El presidente de New Haven, John M. Hall, afirmó que la huelga terminaría rápidamente, ya que los huelguistas no tenían quejas específicas más allá de la simpatía por los huelguistas de Mott Haven, que se habían declarado en huelga tras el abrupto despido del asistente del maestro de jardinería del astillero. La huelga llegó a su fin el 23 de noviembre.
El 31 de julio de 1904, ocurrió una colisión mortal de trenes en las afueras de Cedar Hill Yard. El tren de pasajeros White Mountain de New Haven chocó con la parte trasera de un tren de carga que intentaba detenerse en un apartadero junto al patio, lo que resultó en la muerte del ingeniero de White Mountain, mientras que el bombero del tren sobrevivió con heridas graves. Un forense encontró a la tripulación del tren de carga criminalmente responsable del accidente, ya que no habían enviado a un abanderado detrás de su tren para advertir al White Mountain, que sabían que llegaría, que las vías no estaban despejadas. Como resultado del accidente, se cambiaron las operaciones para que todos los trenes en dirección norte ingresaran al patio en el extremo sur.
En 1913, New Haven comenzó a agregar catenaria eléctrica al patio como parte de su programa de electrificación; la electrificación se completó en julio de 1915. Para 1915, era evidente que el patio existente no era lo suficientemente grande para manejar la cantidad de carga que recibía. Un periódico local informó que había tantos vagones de carga tirados en el patio que los cambiadores no podían viajar desde el norte hasta el extremo sur de los patios. La gravedad de la congestión de carga también fue suficiente para retrasar los trenes de pasajeros de New Haven en el área.

### El patio se amplía, 1917 a 1920

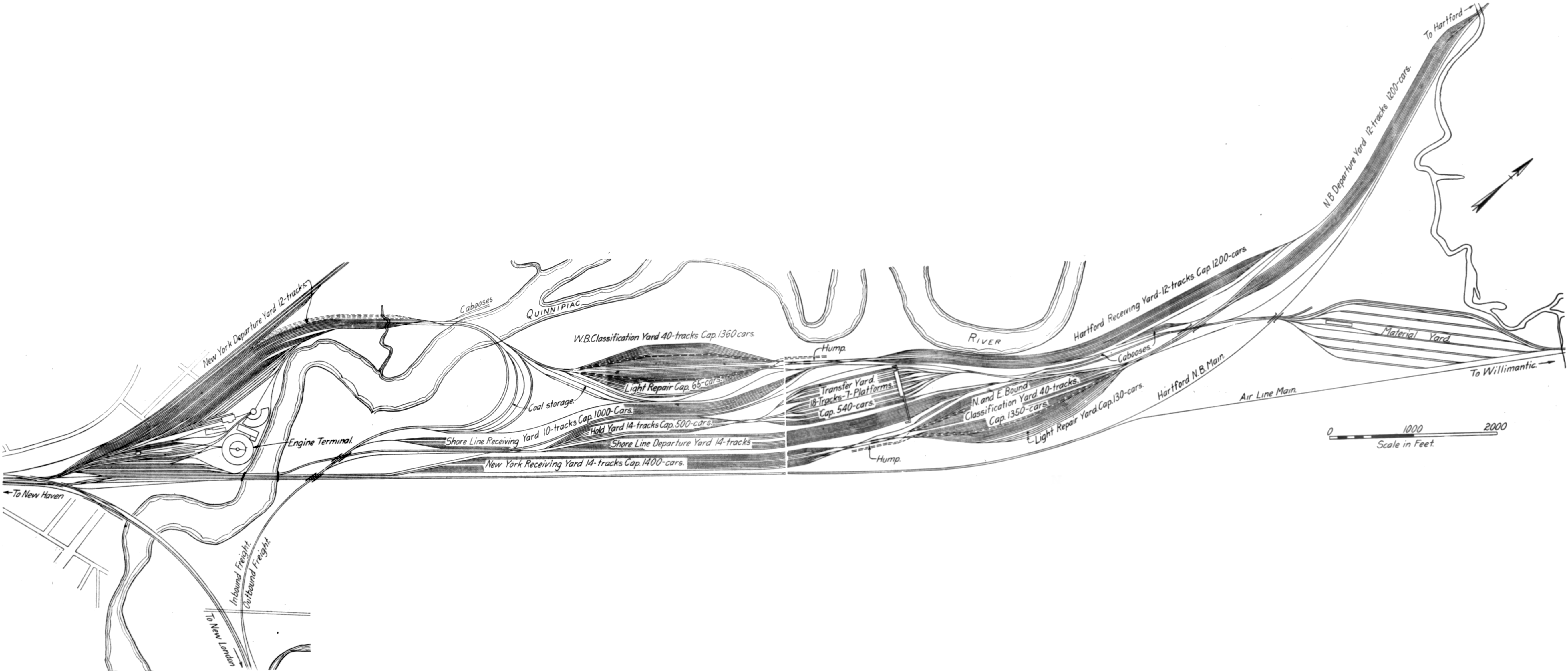
Un mapa del nuevo Cedar Hill Yard en 1918, cuando aún estaba en construcción.

El Ferrocarril de New Haven compró aproximadamente 500 acres (202,3 ha) de terreno en el área de Cedar Hill en 1917 para construir un nuevo patio de clasificación. Originalmente, la compañía había planeado construir un nuevo patio en las cercanías de Woodmont, pero lo construyó en Cedar Hill debido a la oposición local. La construcción comenzó el mismo año.«Cedar Hill Will Get Railroad Yard». New London, Connecticut. 30 de mayo de 1917. p. 11. Consultado el 12 de enero de 2022. El proyecto de expansión se presupuestó inicialmente en $10 millones ($ 203 millones en 2023 ), pero luego de que la Administración de Ferrocarriles de los Estados Unidos se hiciera cargo de todos los ferrocarriles estadounidenses en diciembre de 1917 luego de la entrada de los Estados Unidos en la Primera Guerra Mundial, el gobierno federal duplicó el presupuesto del proyecto a $ 20 millones y asignó ingenieros gubernamentales para ayudar en la construcción. Esto aumentó considerablemente el alcance del proyecto, y se estima que la terminal y las instalaciones ocuparán más de 2000 acres (809,4 ha) de terreno en total al finalizar.

#### Diseño
Cedar Hill fue elegido como el sitio para el nuevo patio de clasificación por una variedad de razones. New Haven fue el nexo de ocho rutas ferroviarias diferentes operadas por New Haven Railroad, incluidas las líneas a la ciudad de Nueva York, Danbury, Waterbury, Northampton, Hartford, Middletown, New London y los muelles en New Haven al sur del patio. Cedar Hill también era el extremo este de la electrificación de New Haven, estaba ubicado en el centro del sistema ferroviario y estaba en una buena ubicación para que las locomotoras que viajaban entre la ciudad de Nueva York y Boston se detuvieran para recibir servicio. Otros factores incluyeron la importante actividad industrial en la ciudad de New Haven, el alto costo de comprar una propiedad más cerca de la ciudad de Nueva York y las instalaciones y terrenos existentes de New Haven en el área.
El diseño del patio requería una capacidad de 180 autos por hora en dos jorobas, para una capacidad de clasificación de 4.320 autos por día. Se dedicó un importante trabajo de diseño a la planificación de la altura y la pendiente de los montículos del patio, de modo que los automóviles que rodaran cuesta abajo viajaran a las velocidades deseadas, acelerando hasta 18 mph (29,0 km/h) después de pasar por los interruptores. Se planificaron varias pistas que viajaban entre los montículos y los patios de clasificación y acomodaban a los deslizadores; estos fueron utilizados por los trabajadores que viajaban junto con los autos por la joroba y aplicaban manualmente los frenos de mano para reducir la velocidad. El uso de deslizadores para regresar a la joroba en lugar de caminar ahorró tiempo y requirió menos trabajadores para manejar la misma cantidad de automóviles por hora. Las instalaciones planificadas adicionales incluyeron un patio para almacenar materiales y un patio de almacenamiento de carbón con una capacidad de 100 000 toneladas cortas (90 718,5 t) de carbón.
Como parte de la construcción del patio, New Haven completó una separación a nivel en el extremo sur del patio, donde se unían las líneas de New Haven a Hartford, New London y Middletown. Esto eliminó todos los cruces de diamantes entre diferentes rutas en Cedar Hill, eliminando un cuello de botella de larga data en el sistema del Ferrocarril de New Haven.

#### Construcción

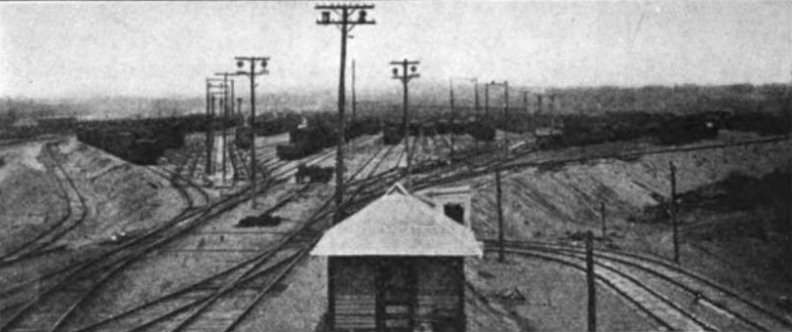
Una vista del patio de clasificación en dirección norte y este en Cedar Hill Yard a principios de la década de 1920.

El sitio para el nuevo patio ampliado consistió en gran parte en pantanos, lo que complicó la construcción. The Earth Mover: A Monthly Magazine for Earth and Stone Movers (en inglés). Burton Publishing Company. 1917. pp. 5-7. Más 3 000 000 yardas cúbicas (2 293 665 m³)   de relleno para el proyecto, que tuvo que ser entregado a partir de cortes realizados en otras partes del sistema de New Haven. En particular, las dos jorobas tuvieron que construirse sobre el terreno previamente llano, siendo una de ellas de 30 pies (9 m) de altura. Para lograr esto, se construyeron caballetes y luego se enterraron con relleno, creando las colinas necesarias para las jorobas. La construcción de los caballetes requirió que los pilotes fueran hincados hasta 60 pies (18 m) bajo tierra debido al suelo blando. Para mover y transportar la tierra, New Haven Railroad compró 120 góndolas de descarga lateral y siete palas de vapor trabajaron para llenar los vagones de descarga lateral en los sitios cortados. Las locomotoras hacían retroceder trenes de 15 góndolas a la vez por los caballetes y arrojaban relleno debajo de ellos hasta que el relleno estaba al nivel de las vías, dejando los caballetes cubiertos por tierra.
Como parte de la expansión del astillero, se construyó una nueva estación de transferencia de carga para manejar carga de menos de un automóvil, que se inauguró en julio de 1920. Esta instalación de transferencia de once vías estaba equipada con lo que en ese momento eran tractores de carga a batería muy modernos para clasificar la carga en toda la instalación y podía manejar más de 300 vagones de carga por día. Como resultado de la apertura de la instalación de transferencia, ubicada en el centro del patio, New Haven Railroad pudo cerrar varias instalaciones similares pero menos modernas en todo su sistema.  El nuevo Cedar Hill Yard terminó de construirse en 1920. En el momento de su finalización, Cedar Hill era la vía férrea más grande al este del río Misisipi en los Estados Unidos.

### 1920 a 1950

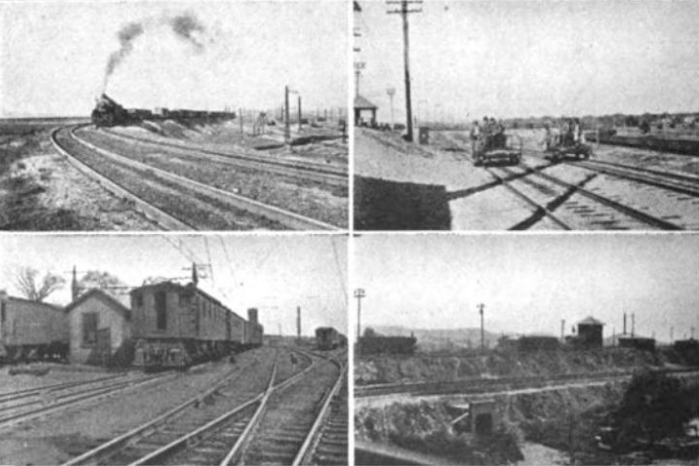
Un collage que muestra las operaciones en Cedar Hill Yard alrededor de 1920.

A pesar de las esperanzas de que el nuevo patio eliminaría los problemas de tráfico, los volúmenes de tráfico continuaron disparándose después de la apertura del nuevo Cedar Hill Yard, y en los primeros años de operaciones sufrió congestión. La parte de carga del cercano Water Street Yard, que se cerró cuando se completó la expansión de Cedar Hill Yard, se reabrió en marzo de 1922 para aliviar los problemas de capacidad. Al año siguiente, un fabricante local declaró en una audiencia de la Comisión de Comercio Interestatal (ICC) que el nuevo patio no había logrado mejorar la capacidad y la velocidad de los envíos de carga, un sentimiento compartido por el presidente de Grand Trunk Pacific Railway, Howard G. Kelley. Kelley era parte del comité Storrow, un grupo que trabajaba para redactar políticas para el sistema ferroviario de Nueva Inglaterra. Los críticos y algunos miembros del comité consideraron que New Haven había gastado tanto dinero para construir Cedar Hill Yard como evidencia de que los ferrocarriles de Nueva Inglaterra deberían consolidarse en un solo sistema, aunque los comisionados de la ICC se mostraron escépticos ante tal propuesta.
Se instaló un sistema automático de paradas de tren desde Cedar Hill Yard hacia el norte hasta Springfield, Massachusetts, en 1925, y entró en funcionamiento el primero de septiembre. En 1926, Cedar Hill manejaba 97.328 autos por mes, con un promedio de 3.200 autos por día. Días particularmente ocupados vieron más de 4.000 coches clasificados en 24 horas. Para 1928, Cedar Hill Yard y sus instalaciones circundantes ocupaban 880 acres (356,1 ha) de tierra. Los enormes patios tenían una capacidad de más de 15.000 vagones de ferrocarril.
El 29 de agosto de 1928, personas desconocidas intentaron sabotear un tren expreso de pasajeros que viajaba de Montreal a Washington D. C., a través del patio. Un empleado del ferrocarril que caminaba por las vías notó que un clavo de ferrocarril se había alojado en los rieles en un intento de descarrilar el tren, que transportaba más de $2 millones (35.5 millones en dólares de 2023) en oro junto con más de 350 pasajeros. Se evitó un descarrilamiento cuando el empleado hizo señas al tren, que supuestamente se detuvo a 30 pies (9 m) lejos de la espiga.
En 1929, New Haven inició otro proyecto importante para mejorar el patio al agregar retardadores e interruptores de cableado para ser operados de forma remota desde las torres de control, mejorando tanto la seguridad como la velocidad del proceso de clasificación. En total, se instalaron 44 retardadores en Cedar Hill, junto con 88 interruptores convertidos. Esto permitió poner fin a la práctica de que los trabajadores viajaran a lo largo de cada automóvil bajando la joroba y aplicando los frenos de mano, mejorando la seguridad y reduciendo la cantidad de trabajadores necesarios para operar el patio. En 1932, New Haven informó que la instalación de retardadores en Cedar Hill Yard había reducido el tiempo necesario para clasificar los automóviles en un 35 por ciento, junto con una reducción de los gastos.

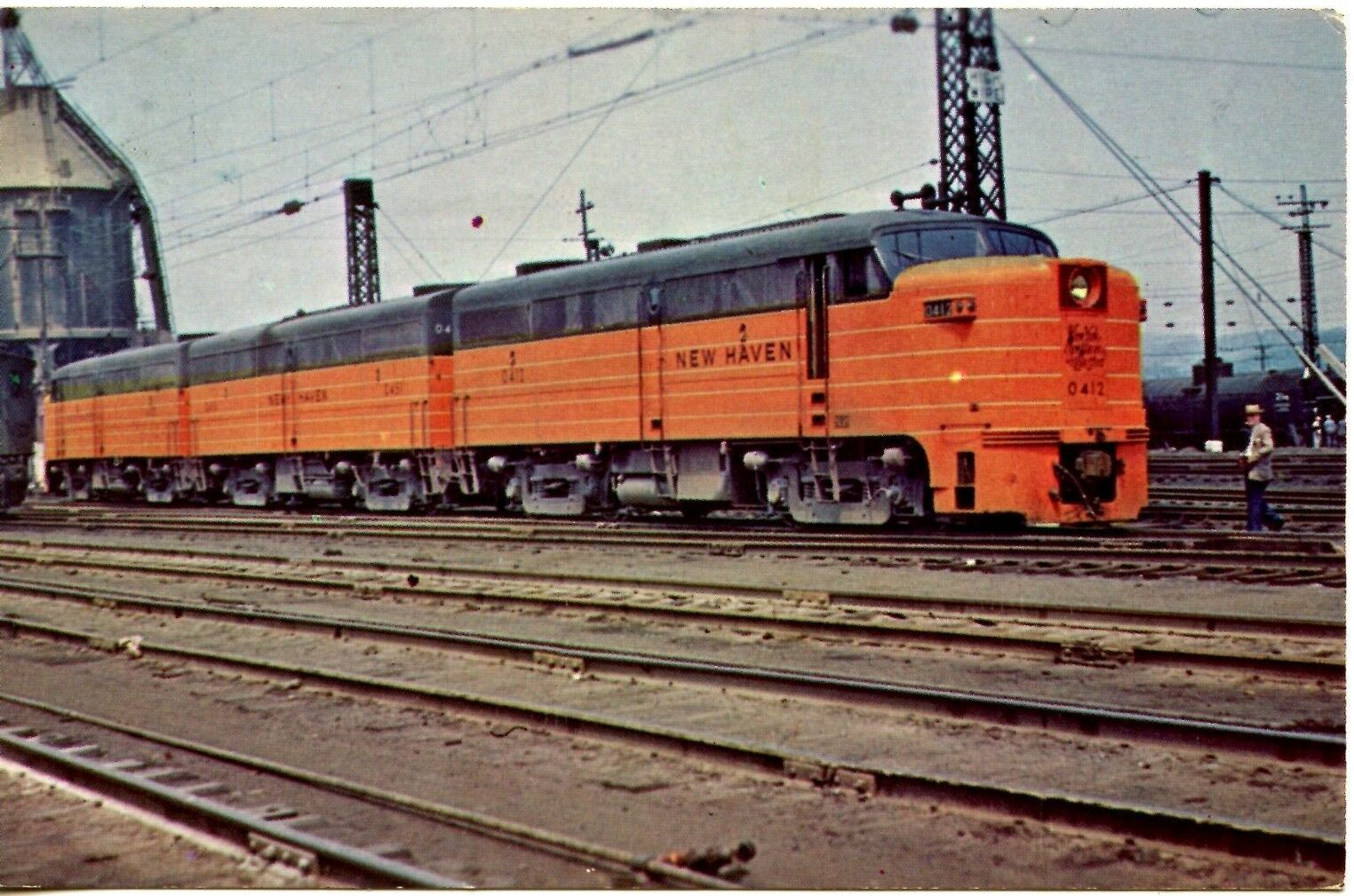
Locomotoras New Haven ALCO FA en Cedar Hill Yard en 1949

En 1941, Cedar Hill Yard ostentaba el título de el patio de carga operado por un solo ferrocarril más grande del mundo. Un recorrido concedido a un reportero del Meriden Record en 1941 ofrece una instantánea de cómo funcionaba el astillero en su apogeo inmediatamente antes de la Segunda Guerra Mundial. El reportero llegó al depósito en un tren procedente de Springfield, Massachusetts, y observó que su tren estaba siendo reclasificado sobre uno de los montículos del depósito. El tren fue inspeccionado primero en busca de defectos por ocho inspectores de vagones y luego enviado sobre la joroba. El tren de 70 vagones se clasificó por completo en 14 minutos. El ferrocarril operaba cuatro torres de control para hacer funcionar el patio, que estaban conectadas entre sí por un sistema de megafonía y el sistema de tubo neumático más largo del mundo, con un tubo que se extendía por 3 millas (4,8 km) y requiere siete minutos para que un cartucho viaje de un extremo al otro. En el momento de la visita del reportero, las rotondas gemelas del astillero daban servicio a 44 locomotoras de carga, 185 locomotoras de pasajeros y 8 conmutadores cada día.
Cedar Hill Yard estuvo en su punto más activo durante la Segunda Guerra Mundial, con un tráfico muy pesado en apoyo del esfuerzo bélico. En 1943, en días especialmente ajetreados se clasificaron hasta 5.000 coches en un período de 24 horas. El ferrocarril enfrentó desafíos debido a la escasez de mano de obra en este momento, como resultado de que muchos hombres fueron reclutados para luchar en la guerra. Durante la guerra, una cantidad significativa de tráfico viajó entre la ciudad de Nueva York y el patio en carros flotantes, movidos por la flota de remolcadores del Ferrocarril de New Haven.

### 1950 a 1969
Se produjo un incendio en uno de los puentes del patio sobre el río Quinnipiac el 5 de julio de 1953. El puente de tres vías, 300 pies (91,4 m) de longitud, fue completamente destruido. El tráfico fue desviado sobre caballetes alternativos hasta que las reparaciones, estimadas por un portavoz de New Haven Railroad en un costo de hasta $ 100,000 (NaN ), podría completarse.
Un inventario de 1954 mostró que Cedar Hill Yard incluía las siguientes instalaciones:

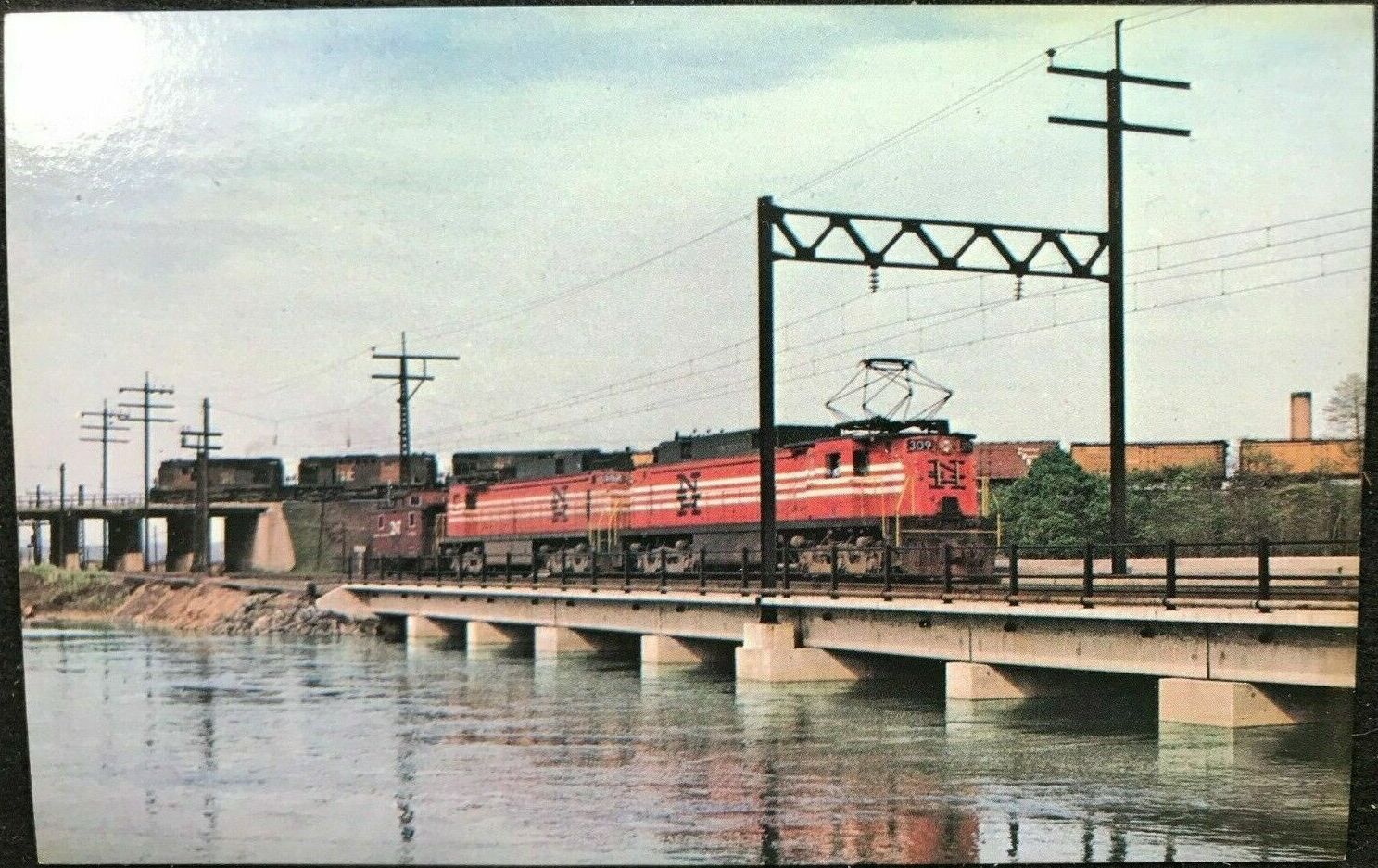
Locomotoras eléctricas EF-4 de New Haven Railroad en Cedar Hill Yard en 1964

En 1958, el astillero manejaba más de 3000 autos por día. 1958 también sería el último año rentable para las operaciones en Cedar Hill Yard durante muchos años; irónicamente, esto fue gracias a un importante negocio de transporte de hormigón para la construcción de carreteras. Estas mismas carreteras hicieron que el transporte por camión fuera más viable y redujeron la cantidad de envíos ferroviarios hacia y desde el patio. El 16 de agosto de 1959, New Haven decidió cerrar la joroba occidental después de que un incendio dañara el puente y las vías que lo conectaban con el resto del patio. El tráfico se redirigió al Maybrook Yard del ferrocarril en Maybrook, Nueva York. El montículo restante y el patio en Maybrook no pudieron manejar todo el tráfico, lo que requirió que el ferrocarril reconstruyera rápidamente las vías y el puente dañados y volviera a poner en servicio el montículo occidental, que se completó el 28 de marzo de 1960, a un costo de $ 200,000 (NaN). La decisión inicial de New Haven de no reemplazar el puente dañado resultó en críticas; un observador sindical testificó ante la comisión de servicios públicos de Connecticut que los retrasos del puente dañado provocaron que las tripulaciones de los trenes y las locomotoras pasaran horas al ralentí, un gasto que el ferrocarril con problemas financieros no podía permitirse.

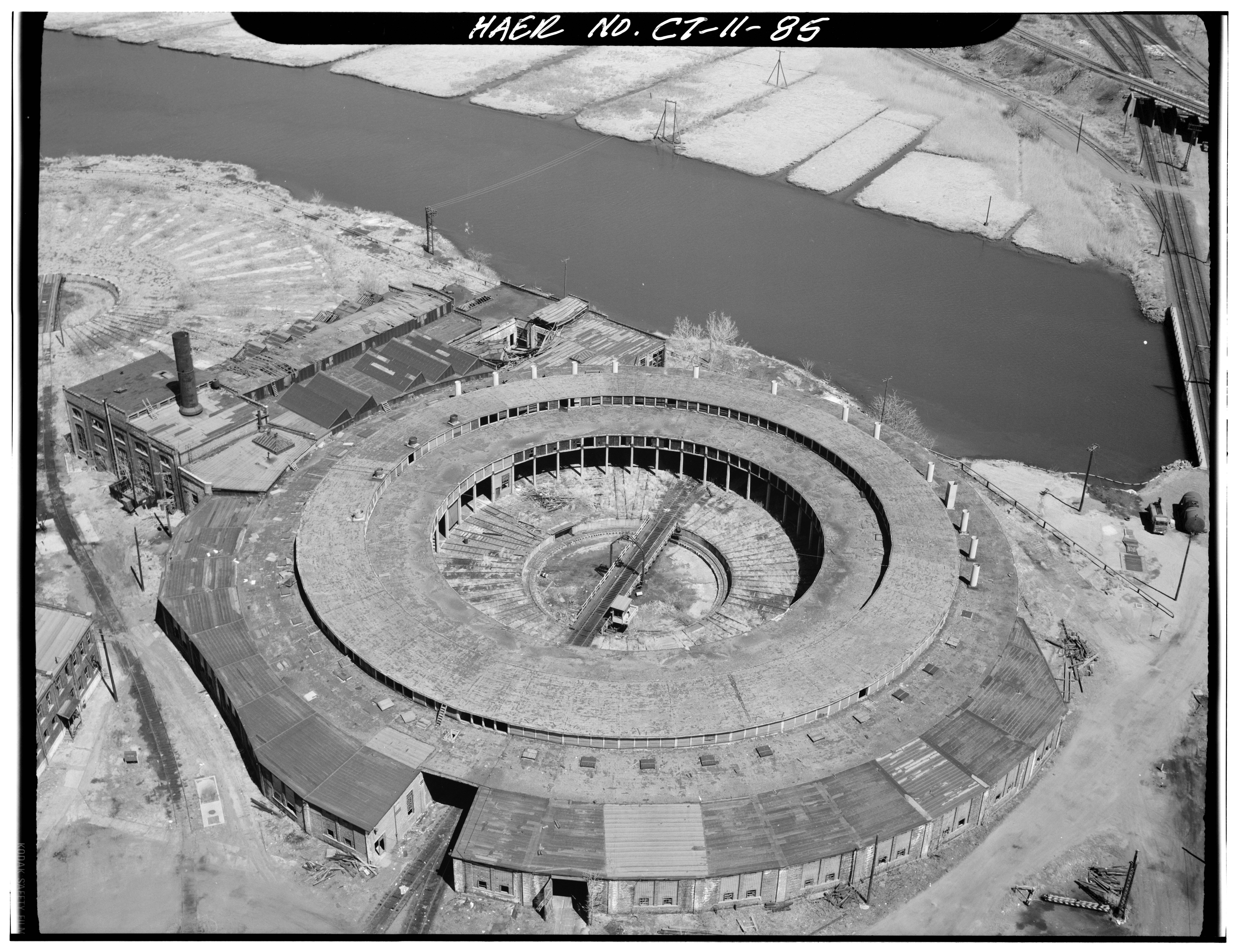
El patio una vez incluyó dos casas circulares, pero ambas han sido demolidas desde entonces.

Al año siguiente, los problemas financieros de New Haven lo llevaron a la bancarrota y las condiciones en el astillero comenzaron a decaer debido al mantenimiento aplazado. El servicio de carros flotantes entre Cedar Hill Yard y Nueva York y Nueva Jersey finalizó en 1968, cuando se reconstruyó Selkirk Yard, lo que resultó en una reducción significativa del tráfico.«Cedar Hill Former Railroad Hub». 16 de agosto de 1978. Consultado el 5 de septiembre de 2022.

### Penn Central asume el control, 1969 a 1976
En 1969, New Haven Railroad, en quiebra, se fusionó con la recién creada Penn Central Transportation Company, que heredó el astillero. Poco después, Penn Central cerró la joroba occidental en el patio, dejando solo una joroba en funcionamiento.Rhodes, Michael (2014). North American railyards (Updated and expanded edición). Minneapolis, MN. p. 233. ISBN 978-0-7603-4609-9. OCLC 876669596. Archivado desde el original el 3 de enero de 2022. Consultado el 1 de septiembre de 2021. Ese mismo año se suspendió la operación electrificada y se desmanteló la catenaria del patio.Bajo Penn Central, el patio estaba en gran parte en un estado de descomposición. Los retardadores en el patio nunca se habían actualizado o reemplazado desde su instalación en 1929, y ya no podían aplicar suficiente fuerza a los automóviles para reducir la velocidad. Los empleados idearon una solución que se denominó 'máquina de palillos de dientes': los trabajadores en el patio colocaron piezas de madera ("palillos de dientes") en los rieles frente a cada automóvil, para reducir su velocidad a medida que bajaban por la joroba. Un informe del Senado de EE. UU. de 1974 que evaluó los problemas del transporte agrícola opinó que "considerando el precio de la madera nueva en estos días, es muy posible que un nuevo retardador sea más barato".

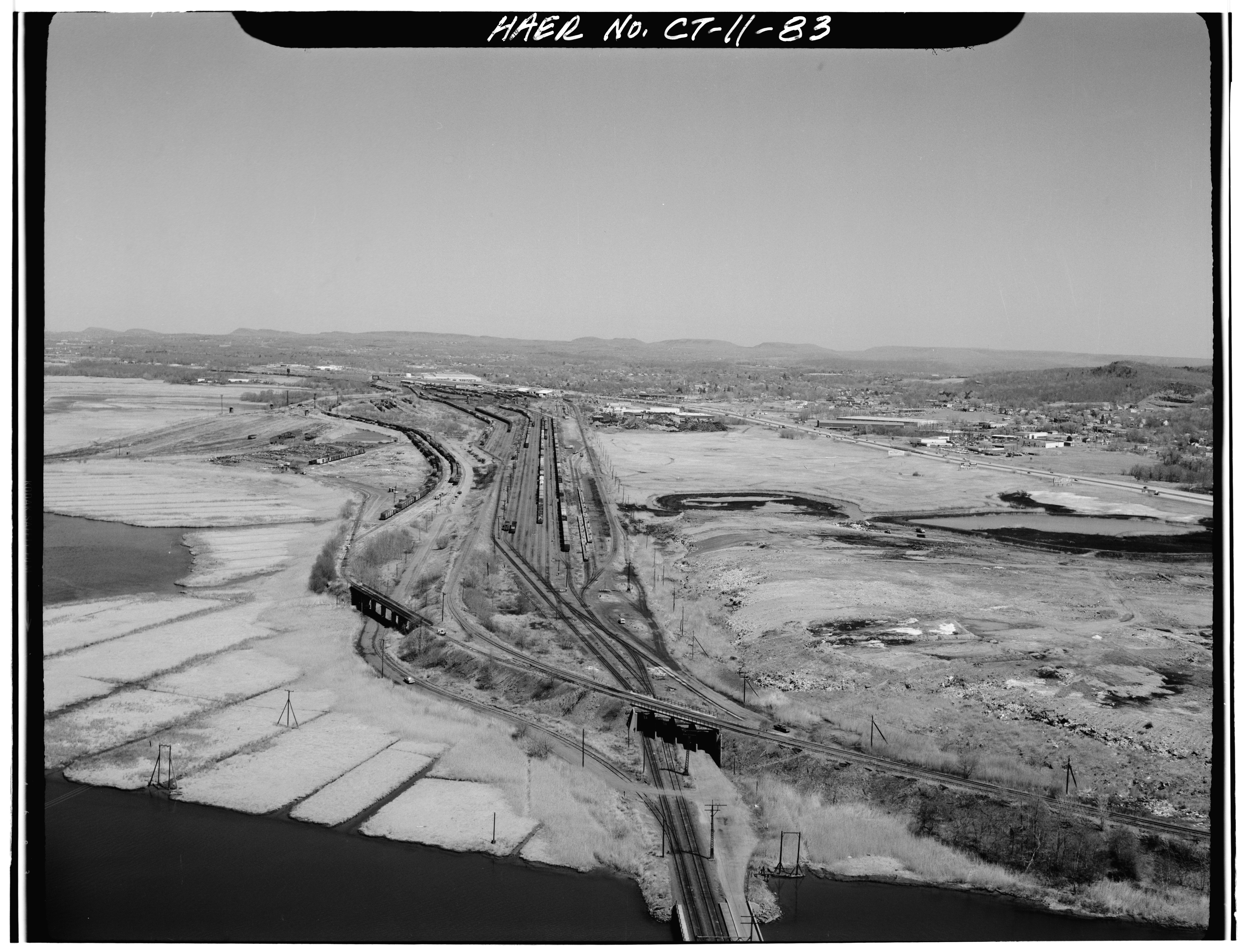
La parte este del patio incluye un paso elevado y alguna vez fue el sitio de las dos jorobas del patio.

El 12 de junio de 1973, otro caballete en el patio fue destruido por un incendio. El caballete era parte de un desvío de carga que conectaba con la línea hacia Hartford desde el extremo norte del patio. Penn Central se vio obligado a enrutar los trenes en dirección norte desde el patio a través de la ciudad de New Haven hasta que se pudiera reparar el caballete.
Las operaciones en Cedar Hill se vieron gravemente afectadas por un incendio en el puente Poughkeepsie en mayo de 1974, que suspendió todo el tráfico entre New Haven y los puntos al oeste que cruzaban el puente a través de la línea Maybrook. El puente permaneció cerrado a pesar de una directiva para reabrirlo de Malcolm Wilson, el gobernador de Nueva York, más tarde ese año. Los planes para reconstruir el puente se retrasaron repetidamente, y el representante de Nueva York, Benjamin Gilman, calificó la situación de seminario sobre la dilación del gobierno. Una lucha legal por el destino del puente continuó durante años, con la delegación del Congreso de Connecticut oponiéndose al plan federal de abandonar el puente y enrutar la carga a Cedar Hill a través de una ruta tortuosa a través de Albany, Nueva York y Springfield, Massachusetts. Un representante del Departamento de Transporte de Connecticut (CTDOT) observó que los envíos de carga entre Washington D. C. y Boston aumentaron en tiempo de 6 a 31 horas al viajar por esta ruta terrestre. «Rail lawyer predicts 'fight' over freight». New London, Connecticut. 17 de julio de 1975. p. 2. Archivado desde el original el 16 de septiembre de 2021. Consultado el 15 de septiembre de 2021.

### Conrail asume operaciones, 1976 a 1999

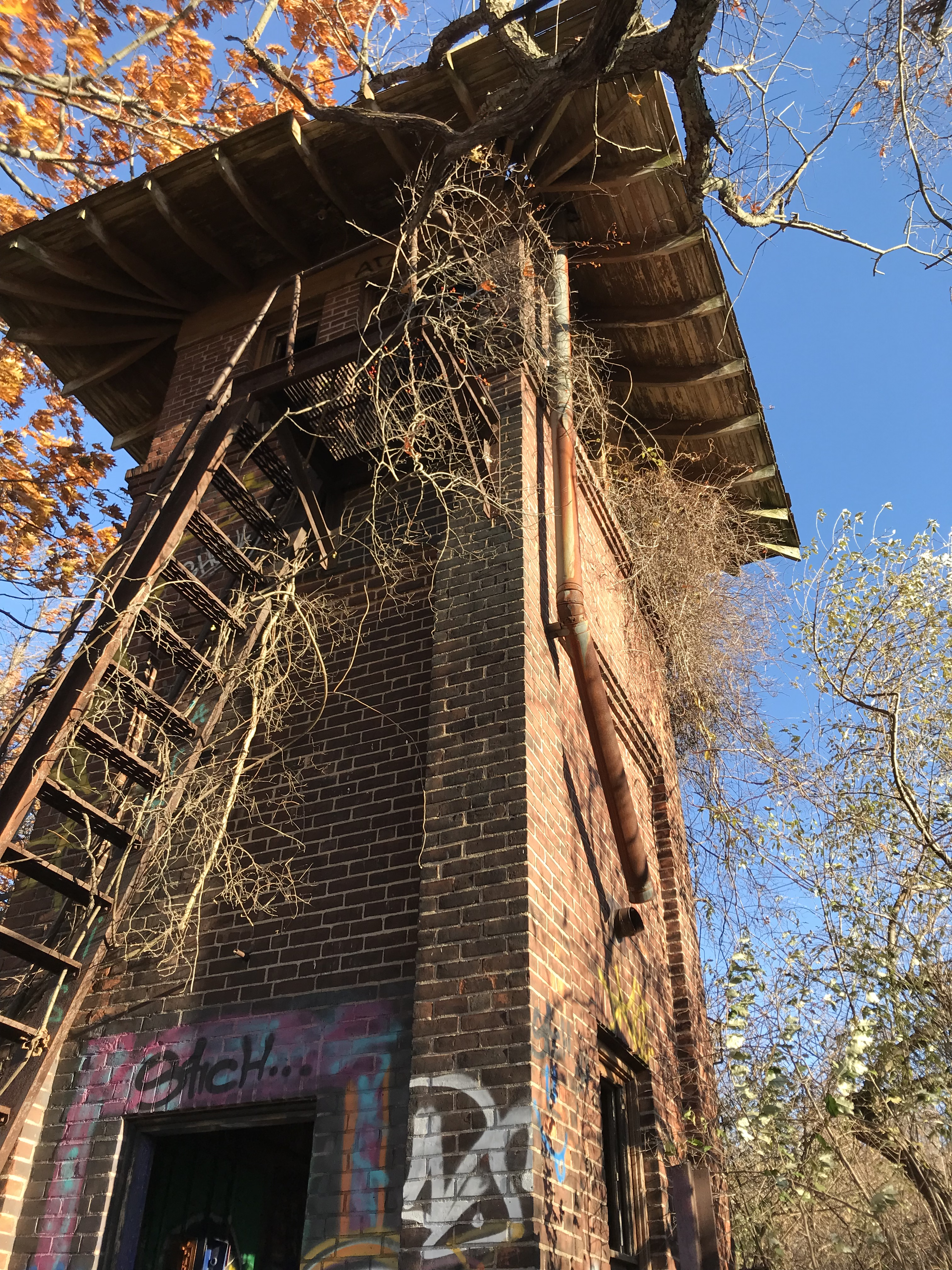
A medida que el negocio declinó, gran parte del patio se abandonó gradualmente, como esta torre de interruptores, vista en 2021.

Penn Central se fusionó con Conrail en 1976, junto con muchos otros ferrocarriles en bancarrota o con problemas en el noreste, lo que convirtió a Conrail en el nuevo propietario del astillero a partir de abril. Vantuono, William C. (5 de abril de 2016). «Conrail at 40: An experiment that worked». Railway Age (en inglés estadounidense). Archivado desde el original el 14 de septiembre de 2021. Consultado el 14 de septiembre de 2021.</ref> Trabajando con el Departamento de Transporte de Connecticut, Conrail comenzó a trabajar para que partes de Cedar Hill quedaran en buen estado. La compañía gastó más de $1 millón (5.35 millones en 2023) en la repavimentación de vías y el reemplazo de durmientes entre Cedar Hill y Hartford Yard en agosto de 1976, cuatro meses después de comenzar las operaciones en los patios, incluido el reemplazo de más de 15,000 durmientes en Cedar Hill y la repavimentación (apisonamiento) de 20 millas (32,2 km) de vías de patio. Pach, Peter B. (26 de agosto de 1976). «Track repairs expected to hit $3 million in state this year». Meriden, Connecticut. p. 19. Archivado desde el original el 13 de septiembre de 2021. Consultado el 13 de septiembre de 2021.</ref> Conrail también reconstruyó y reabrió varias vías en el patio que habían estado fuera de servicio debido a su condición insegura, como consecuencia del mantenimiento diferido. El ferrocarril proyectó que gastaría más de $3 millones (16.1 millones en 2023) en reparaciones entre los dos patios; El gerente general de la Región Noreste de Conrail le dijo a un periódico local que "Para fin de año, se instalarán 30,000 durmientes más en Cedar Hill y Hartford Yards y 34 millas (54,7 km) de vías asfaltadas".
Conrail inicialmente se centró en expandir el servicio Trailer On FlatCar (TOFC) en un proyecto conjunto con CTDOT. En agosto de 1976, Cedar Hill promedió 34 cargas de TOFC por día, y Conrail proyectó que este número se duplicaría al finalizar un proyecto de elevación del espacio libre para un puente en Berlín, Connecticut. Pach, Peter B. (26 de agosto de 1976). «Track repairs expected to hit $3 million in state this year». The Morning Record (Meriden, Connecticut). p. 19. Archivado desde el original el 13 de septiembre de 2021. Consultado el 13 de septiembre de 2021.</ref> Conrail también planeó reconstruir la joroba restante para acomodar vagones modernos. A fines de 1976, Conrail informó un aumento del 37 por ciento en el tráfico en el patio durante noviembre y diciembre, gracias a la finalización exitosa del proyecto de elevación del puente, que agregó 6 pulgadas (15,2 cm) de espacio libre.«Cedar Hill Former Railroad Hub». The Morning Record and Journal (Meriden, Connecticut). 16 de agosto de 1978. p. 23. Archivado desde el original el 15 de septiembre de 2021. Consultado el 15 de septiembre de 2021.
En 1978, dos años después del mandato de Conrail, Cedar Hill procesaba aproximadamente 300 automóviles por día, significativamente menos que en los días de New Haven. De los 14 patios individuales que componían Cedar Hill Yard, siete permanecieron en uso, con una capacidad máxima de 4.000 autos por día.«Cedar Hill Former Railroad Hub». The Morning Record and Journal (Meriden, Connecticut). 16 de agosto de 1978. p. 23. Archivado desde el original el 15 de septiembre de 2021. Consultado el 15 de septiembre de 2021.</ref> En este punto, el astillero empleaba a 200 trabajadores, por debajo de su pico de 1.000. El tráfico disminuyó abruptamente debido a la apertura del Selkirk Yard, recientemente reconstruido y computarizado, que tomó la mayor parte de la carga anterior de Cedar Hill. Rhodes, Michael (2014). North American railyards (Updated and expanded edición). Minneapolis, MN. p. 233. ISBN 978-0-7603-4609-9. OCLC 876669596. Archivado desde el original el 3 de enero de 2022. Consultado el 1 de septiembre de 2021.</ref> Aunque Cedar Hill Yard siguió siendo el patio de clasificación más grande de Nueva Inglaterra, el portavoz de Conrail, Robert McKernan, resumió el cambio en la importancia de los patios al afirmar que si bien seguía siendo un enlace indispensable para el tráfico de carga en el sur de Connecticut, la reconstrucción de Selkirk Yard terminó su como esencial para el sur de Nueva Inglaterra en su conjunto. Los productos primarios que ingresaron al patio en este punto fueron rocas trampa, metales, alimentos, productos químicos y mercancías en general. Conrail también comenzó a reducir su fuerza laboral en el astillero, despidiendo a docenas de empleados entre 1977 y 1979 y atrayendo la ira del congresista Robert Giaimo.
En 1978, Amtrak, el operador ferroviario nacional de pasajeros formado por el Congreso de los Estados Unidos a principios de esa década, se unió a Conrail en el patio. Amtrak se hizo cargo de la parte occidental del patio, incluida la antigua joroba occidental. «Cedar Hill Former Railroad Hub». The Morning Record and Journal (Meriden, Connecticut). 16 de agosto de 1978. p. 23. Archivado desde el original el 15 de septiembre de 2021. Consultado el 15 de septiembre de 2021. En ese momento, un portavoz de Amtrak dijo sobre su parte del patio que "Eventualmente será un patio importante" utilizado para respaldar los servicios de Amtrak en el sur de Nueva Inglaterra.
A pesar de los planes anteriores, el final de las operaciones de la joroba en Cedar Hill llegó en abril de 1980, cuando Conrail puso fuera de servicio la joroba restante de forma permanente. Con pocos fondos y operando con pérdidas, Conrail redujo el tamaño del astillero a favor del astillero más nuevo en Selkirk. A partir de este momento, todas las operaciones se realizaron mediante conmutación plana. Rhodes, Michael (2014). North American railyards (Updated and expanded edición). Minneapolis, MN. p. 233. ISBN 978-0-7603-4609-9. OCLC 876669596. Archivado desde el original el 3 de enero de 2022. Consultado el 1 de septiembre de 2021. En octubre de 1981, ante continuos problemas financieros, Conrail anunció su intención de presentar una solicitud para abandonar su línea sobre el río Hudson a través del puente Poughkeepsie, poniendo fin a la posibilidad de que el puente volviera a estar en servicio. Con la línea abandonada, se cortó el vínculo clave entre Cedar Hill Yard y el resto del país. «Rail lawyer predicts 'fight' over freight». The Day (New London, Connecticut). 17 de julio de 1975. p. 2. Archivado desde el original el 16 de septiembre de 2021. Consultado el 15 de septiembre de 2021.
El vertido ilegal de mercurio tóxico se descubrió en una parte abandonada del patio en 1988, lo que resultó en una investigación que involucró al Departamento de Energía y Protección Ambiental de Connecticut, la Oficina Federal de Investigaciones y la Agencia de Protección Ambiental. Al año siguiente, dos hombres que eran dueños de un taller de reparación de automóviles al lado del patio fueron declarados culpables de deshacerse ilegalmente del mercurio y sentenciados a prisión como resultado de la investigación.

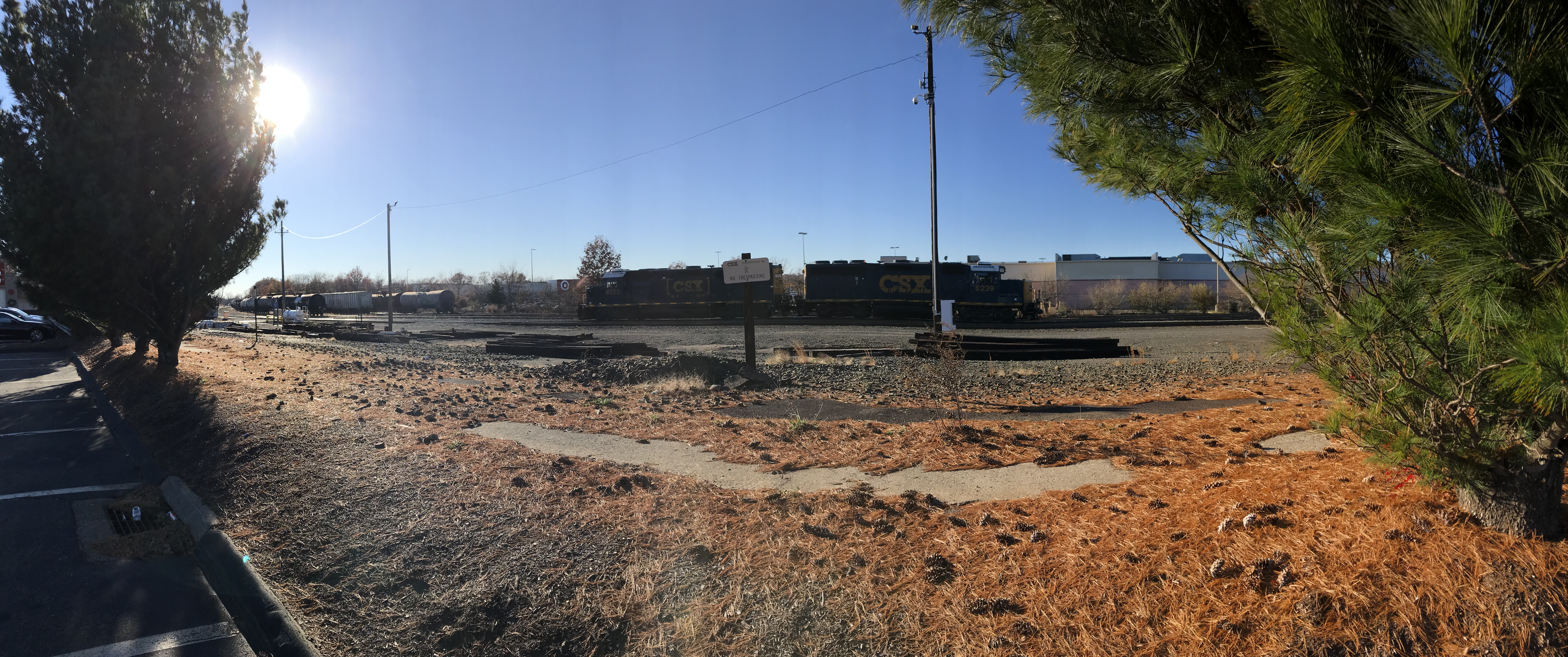
Dos locomotoras CSX GP40-2 inactivas en el patio en 2021

Los empleados de Conrail en Cedar Hill Yard se declararon brevemente en huelga el 17 de abril de 1991, como parte de una huelga nacional de trabajadores ferroviarios. Esta huelga terminó al día siguiente con un proyecto de ley que prohibía a los trabajadores ferroviarios hacer huelga, al tiempo que creaba un comité para resolver los problemas entre los trabajadores ferroviarios y los empleadores, que fue rápidamente aprobado por el Congreso de los Estados Unidos y firmado por el presidente George HW Bush.

### CSX asume el control, 1999 al presente
En 1999, CSX Transportation compró las líneas de Conrail en Nueva Inglaterra. Luego de asumir sus operaciones, CSX comenzó a desarrollar Cedar Hill Yard a principios de la década de 2000 para la carga, descarga y transferencia de carga a granel, como madera y cemento, entre camiones y trenes. El ferrocarril ha continuado con el negocio TOFC que estaba a cargo de Conrail, pero gran parte ahora se mueve entre Cedar Hill Yard y el patio de West Springfield, Massachusetts de CSX en camión debido a la capacidad limitada en la línea New Haven-Springfield, que es un pasajero muy ocupado. corredor del tren. Housatonic Area Regional Transit District (July 2011). «Rail Freight In The Housatonic Region». Archivado desde el original el 2 de septiembre de 2021. Consultado el 1 de septiembre de 2021.</ref>
A fines de la década de 2000, se construyó una nueva vía férrea para conectar el astillero con el puerto de New Haven. A partir de 2021, esta línea es operada por Providence and Worcester Railroad.

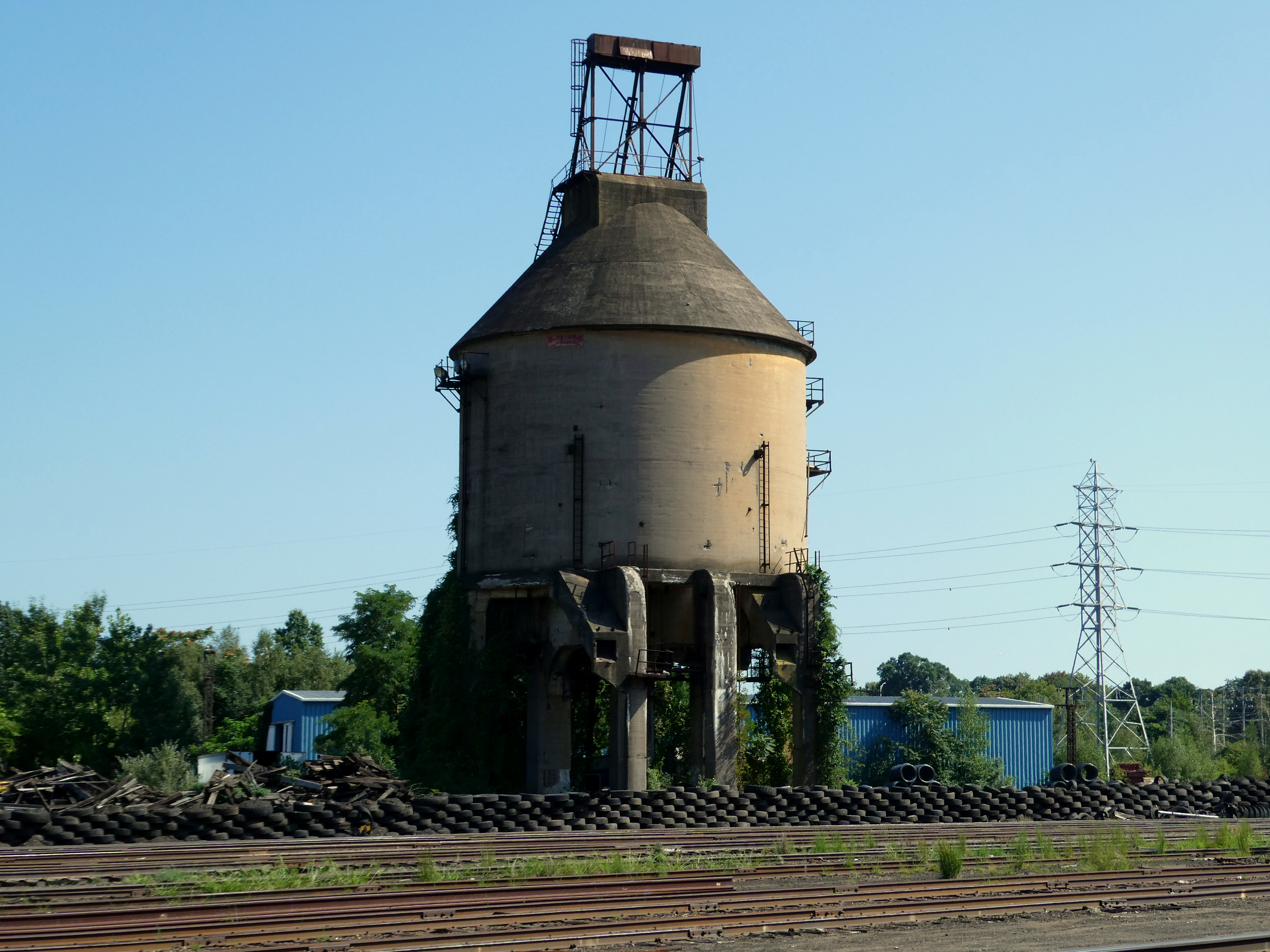
La torre de carbón construida en 1927 sigue siendo un hito destacado en el vecindario de Cedar Hill en la actualidad.

Se produjo un incendio en Cedar Hill Yard el 23 de julio de 2016. El Departamento de Bomberos de North Haven respondió a un informe de un carro tolva lleno de escombros de construcción en llamas. El fuego fue extinguido sin incidentes a las pocas horas.

## En la actualidad (2022)
A partir de 2021, CSX sigue siendo el propietario y operador principal de Cedar Hill Yard. Las operaciones de carga se llevan a cabo en el antiguo patio de salida en dirección norte y en el patio de clasificación en dirección norte y este, los cuales ahora se utilizan para el cambio de plano.  El patio contiene una terminal de transferencia de carga a granel TRANSFLO que se encarga de la transferencia. Desde Cedar Hill, CSX opera trenes locales que atienden a clientes de carga en la línea New Haven, así como en la parte sur de la línea New Haven-Springfield.  Connecticut Southern Railroad tiene un contrato con CSX para mover carga entre Cedar Hill Yard y el patio en West Springfield, Massachusetts, en la subdivisión de CSX Berkshire.
Otro ocupante del patio es Amtrak, que lo usa para almacenar equipos y como base para el mantenimiento de las operaciones de vías en el Corredor Noreste de Connecticut.  Amtrak ocupa la parte del patio al oeste del río Quinnipiac. El patio también contiene la sede de la División de Nueva Inglaterra de la compañía. A partir de 2016, Amtrak emplea aproximadamente a 100 personas en Cedar Hill. Parte del patio de Amtrak se alquila a un fabricante local de rieles soldados. Providence and Worcester Railroad arrienda algunas vías en el patio de CSX y Amtrak para servicio de locomotoras y uso de carga. El ferrocarril también mueve trenes agregados dedicados dentro y fuera del patio.

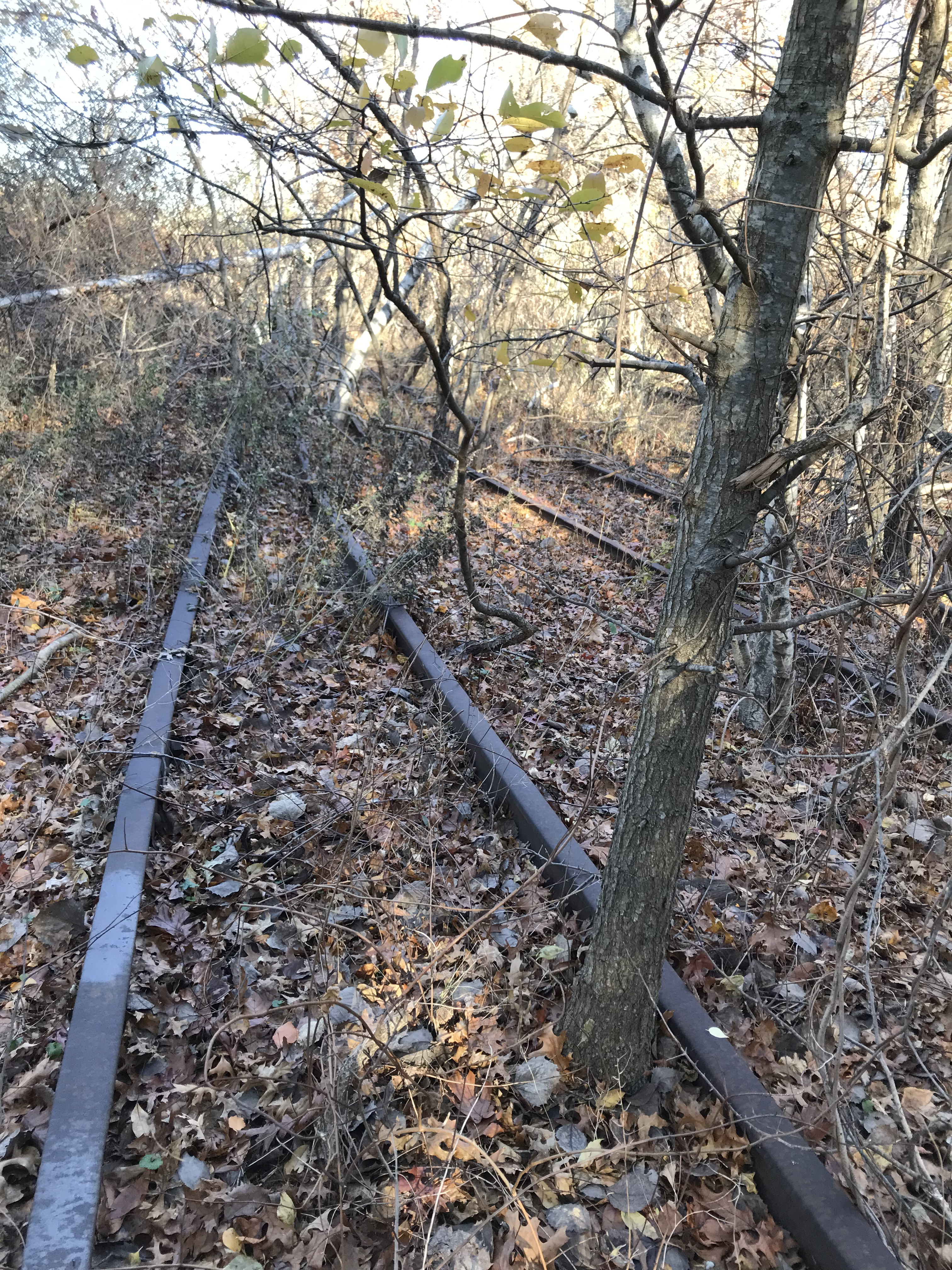
Huellas abandonadas en el patio, ahora recuperadas por la naturaleza

En el siglo XXI, gran parte del patio ahora está abandonado y es una atracción para los exploradores urbanos, a pesar de los peligros de los edificios e instalaciones antiguos que contienen pintura con plomo y asbesto. La antigua torre de carbón de New Haven Railroad, construida en 1927, permanece abandonada hasta el día de hoy dentro de la parte del patio de Amtrak y es un punto de referencia local.  

## Planes futuros
Si bien a partir de 2021 el astillero operaba a una pequeña fracción de su nivel anterior de actividad, desde la década de 1980 ha habido varias propuestas que aumentarían el tráfico. El túnel ferroviario Cross-Harbor propuesto en la ciudad de Nueva York daría como resultado un mayor uso de Cedar Hill Yard. Dado que gran parte del patio no está en uso, los defensores han propuesto reconstruir las partes abandonadas del patio para manejar el nuevo tráfico ferroviario de carga desde el túnel si se construye. Los funcionarios de Connecticut han apoyado esta propuesta como una forma de reducir el tráfico de camiones en la autopista de peaje de Connecticut, frecuentemente congestionada, entre la ciudad de Nueva York y New Haven. Además, en 2011, se consideró una propuesta para reintroducir el servicio de flotación de automóviles entre New Haven y Nueva Jersey, con Cedar Hill Yard como lugar de preparación para la terminal de New Haven. 

## Ubicación
Tal como se construyó, el patio estaba ubicado donde se unían tres líneas de ferrocarril, todas las cuales permanecen en servicio a a 2022. Estos son el Ferrocarril Shore Line, que viajó hacia el este a lo largo de la costa de Connecticut pasando por New Haven; el Ferrocarril de Hartford y New Haven, que viajaba hacia el norte hasta Hartford y Springfield; y la "Línea Aérea" (Boston and New York Air-Line Railroad) que viajó al noreste desde New Haven hacia Middletown. En el momento en que se construyó la primera instancia de Cedar Hill Yard, las tres compañías formaban parte del Ferrocarril de Nueva York, New Haven y Hartford, que controlaba casi todo el tráfico ferroviario en Connecticut. Otras dos líneas de ferrocarril ingresaban anteriormente a New Haven cerca del patio: New Haven y Northampton Railroad (la "Canal Line") se desviaban hacia el norte desde Shore Line Railway a menos de una milla al oeste de Cedar Hill Yard, mientras que en East Haven New Haven y Derby Railroad conectaba New Haven con Derby. La línea de New Haven y Derby se abandonó en 1938, y en 1987 se cortó la conexión con la Línea del Canal debido a los bajos espacios libres que bloqueaban la entrada y salida de los vagones de ferrocarril modernos. En el siglo XXI, la antigua línea ferroviaria de Hartford y New Haven ahora es la línea New Haven-Springfield de Amtrak, la línea aérea es parte del ferrocarril Providence and Worcester y la línea Shore es parte del corredor noreste de Amtrak.